# (327082) Tournesol
(327082) Tournesol est un astéroïde de la ceinture principale.

## Description
(327082) Tournesol est un astéroïde de la ceinture principale. Il a été découvert par Michel Ory le 10 novembre 2004.
Il a été nommé en l'honneur du professeur Tournesol, personnage fictif des Aventures de Tintin, série de bandes-dessinées écrites et illustrées par le dessinateur belge Hergé. Tournesol est l’archétype du savant génial et distrait.

## Compléments